# Zefir
Zefir (starogrško Ζέφυρος, tisti, ki prihaja z gore) je eden od Anemojev, božanstev vetra iz grške mitologije, poosebljenje (blagega) zahodnega vetra. V starih časih so Zefirja častili kot glasnika pomladi in lepega vremena. Pri Rimljanih se je imenoval Favonij. Poročil se je s Hlorido (Floro) in imel sina Karposa.

## Mit
Po Heziodu je bil Zefir sin titana Astreja in boginje jutranje zarje Eos in s svojimi brati Borejem in Notosom eden izmed koristnih vetrov. Ajshil mu pusti, da sestopi iz Gaje.
Po Homerju s harpijo Podarge rodi Ksanta in Baliosa, nesmrtna Ahilova konja , Kvint iz Smirne imenuje poleg Ksanta in Baliosa še Arejona. Po Alkeju iz Lesbosa je z Iris oče Erosa, boga požrešne ljubezni , po Nonnosu iz Panopolisa pa oče Potosa, poosebljenje hrepenenja po odsotnem predmetu in do te mere tudi žalovanja. Po Ovidu je mož Flore.
Hijacinta sta ljubila Zefir in Apolon. Zaradi ljubosumja, ker je imel Hijacint raje Apolona, je Zefir ubil Hijacinta tako, da je vanj odbil disk, ki ga je vrgel Apolon. Za Erosa Zefir dvigne Psiho v svojo palačo.

## Sprejem
V likovni umetnosti je Zefir prikazan na sliki  Sandra Botticellija Pomlad, ko piha na nimfo Hlorido. Drugi umetniki, ki so se ukvarjali z Zefirjem in Floro, so Peter Paul Rubens, Jan Brueghel starejši, Jean Jouvenet, Nicolas Colombel, Nicolas Bertin, Carlo Carlone, Charles-Antoine Coypel, Giovanni Battista Tiepolo in William Adolphe Bouguereau.
Eden najbolj priljubljenih madrigalov Claudia Monteverdija je Zefiro torna (Zefir, vrni se) za dva moška glasova. V suiti Hamburger Ebb’ und Fluth Georga Philippa Telemanna iz leta 1723 ima en stavek (menuet) programski naslov Der angenehme Zephyr (prijeten Zefir). Leta 1725 je Antonio Vivaldi napisal odlomek v prvem stavku op. 8 št. 2 (Le Quattro Stagioni –Štirje letni časi – Poletje (L'Estate)) z Zeffiretti dolci (Nežni zefirji).
V operi Hoffmannove pripovedke Jacquesa Offenbacha v prizoru s slavno barkarolo Belle nuit, oh nuit d'amour (Lahko noč, ti ljubiš noč) stoji vrstica: Zephirs, lind und sacht, die kosend uns umfangen, haben […] sanfte Küsse gebracht. Leta 1894 je bil premierno prikazan balet Le Réveil de Flore Riccarda Driga in Mariusa Petipe, v katerem ima osrednjo vlogo ljubezenska zveza med Floro in Zefirjem.
V svojem sedmem studijskem albumu Beauty & Crime iz leta 2007 se je ameriška pevka in tekstopiska Suzanne Vega ukvarjala s svojim domačim New Yorkom. Prva od skupno dvanajstih skladb na zgoščenki nosi naslov Zephyr & I.